# جاك ويست
جاك ويست (بالإنجليزية: Jack West)‏ هو مهندس معماري أمريكي، ولد في 1922 في إلينوي في الولايات المتحدة، وتوفي في 2010.